# Héctor Chumpitaz Dulanto
Héctor Eleazar Chumpitaz Dulanto, né le 15 décembre 1967 à Lima, est un entraîneur péruvien de football.
Il est le fils aîné d'Héctor Chumpitaz, capitaine de l'équipe du Pérou dans les années 1970 et icône du football péruvien.

## Biographie
Comparée à celle de son père, la carrière de footballeur d'Héctor Chumpitaz Dulanto – surnommé au Pérou ‘’Tito’’ Chumpitaz – n'a jamais atteint les sommets. Il a joué comme ailier droit notamment au CNI d'Iquitos en 1992. 
C'est sous sa facette d'entraîneur qu'il s'est fait un nom au Pérou en dirigeant bon nombre d'équipes en 2e division et Copa Perú (D3) notamment. Il remporte ainsi le championnat de D2 avec l'Hijos de Yurimaguas en 1998 et atteint la deuxième place en 2007 avec l'Atlético Minero.
Vainqueur de la Copa Perú en 2004 avec le Sport Áncash, il devient l'un des entraîneurs récurrents de ce dernier club dans les années 2000 et 2010. Par ailleurs, il atteint en 2006 la finale de la Copa Perú avec l'Hijos de Acosvinchos (en).
Entre 2008 et 2009, il prend en charge l'équipe du Pérou U20 avec une certaine expectative en raison de la qualité des cadres de l'équipe (Luis Advíncula, Carlos Zambrano, Reimond Manco, entre autres). Mais le Pérou se retrouve éliminé dès le 1er tour du Sudamericano Sub 20 au Venezuela.

## Palmarès d'entraîneur
| Hijos de Yurimaguas - Championnat du Pérou D2 (1) : - Champion : 1998. - Vice-champion : 1996. Hijos de Acosvinchos (en) - Copa Perú : - Finaliste : 2006. |  | Sport Áncash - Copa Perú (1) : - Vainqueur : 2004. Atlético Minero - Championnat du Pérou D2 : - Vice-champion : 2007. |